# اولاسوفسکایا
اولاسوفسکایا (به لاتین: Ulasovskaya) یک منطقهٔ مسکونی در روسیه است که در استان آرخانگلسک واقع شده‌است.